# Géza Zichy

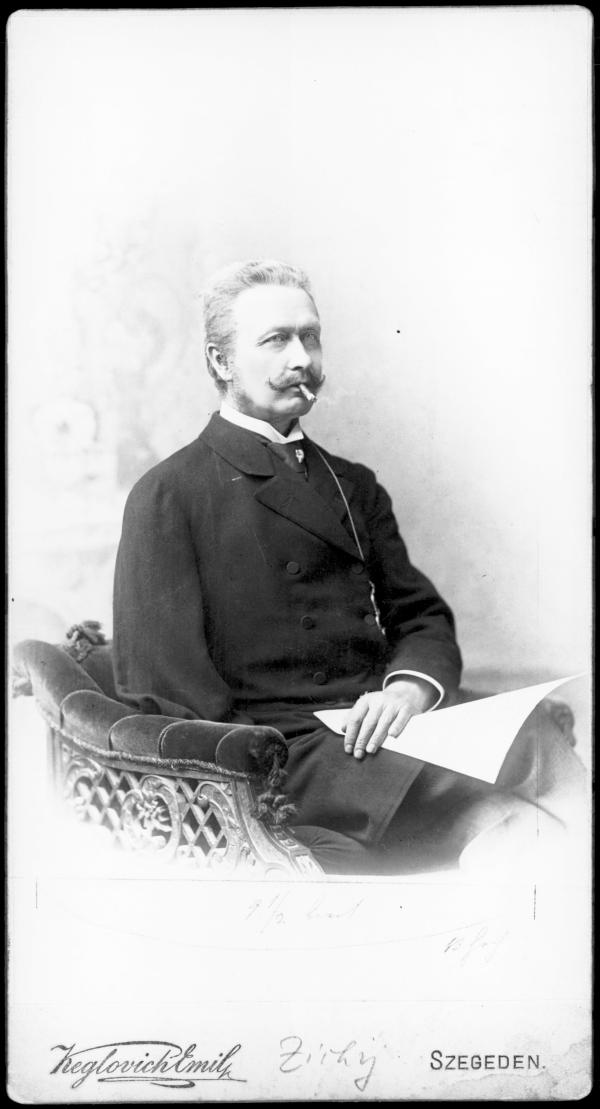
Géza Graf Zichy

Géza Graf Zichy zu Vásonykeö [ˈɡeːzɒ ˈzitʃi] (* 23. Juli 1849 in Sztára, Österreich-Ungarn, heute Staré, Slowakei; † 14. Januar 1924 in Budapest) war ein ungarischer Pianist und Komponist.

## Leben
Géza Zichy wurde 1849 auf der Burg Sztára geboren. Er stammte aus einer Adelsfamilie und trug den Titel Graf Vasonyköi. Mit 14 Jahren verlor er bei einem Jagdunfall seinen rechten Arm. Statt zu verzweifeln, verdoppelte er sein Bestreben, sich zu einem wahren Klaviervirtuosen zu entwickeln. „Ich habe die Tür geschlossen“, sagt er in seinen Memoiren, „und mich alleine angezogen. Der Türgriff, die Möbel, meine Beine und meine Zähne halfen. Beim Mittagessen aß ich kein Essen, das ich mir nicht schneiden konnte, und ich akzeptierte auch nicht den geringsten Service. Heute schäle ich Äpfel, schneide mir die Nägel selbst, ziehe mich alleine an, reite, fahre Vierspänner, bin ein guter Jäger mit Kugeln und Schrot und habe sogar gelernt, ein bisschen Klavier zu spielen. Sie können mit einer Hand unabhängig sein, Sie müssen nur wissen wie.“ So absolvierte er eine Klavierausbildung u. a. bei Franz Liszt und studierte Komposition bei Robert Volkmann.

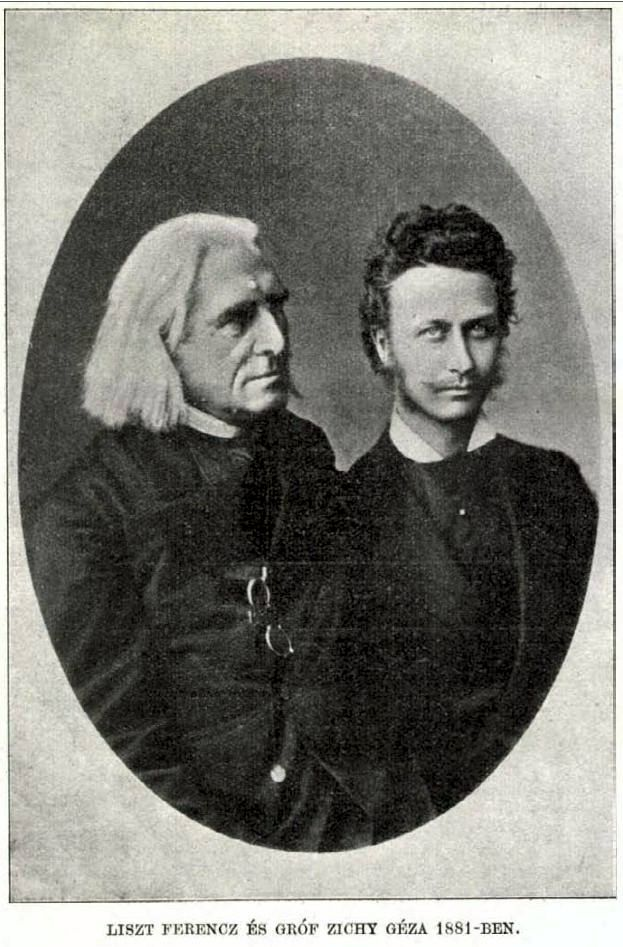
Géza Zichy (rechts) und Franz Liszt, 1881

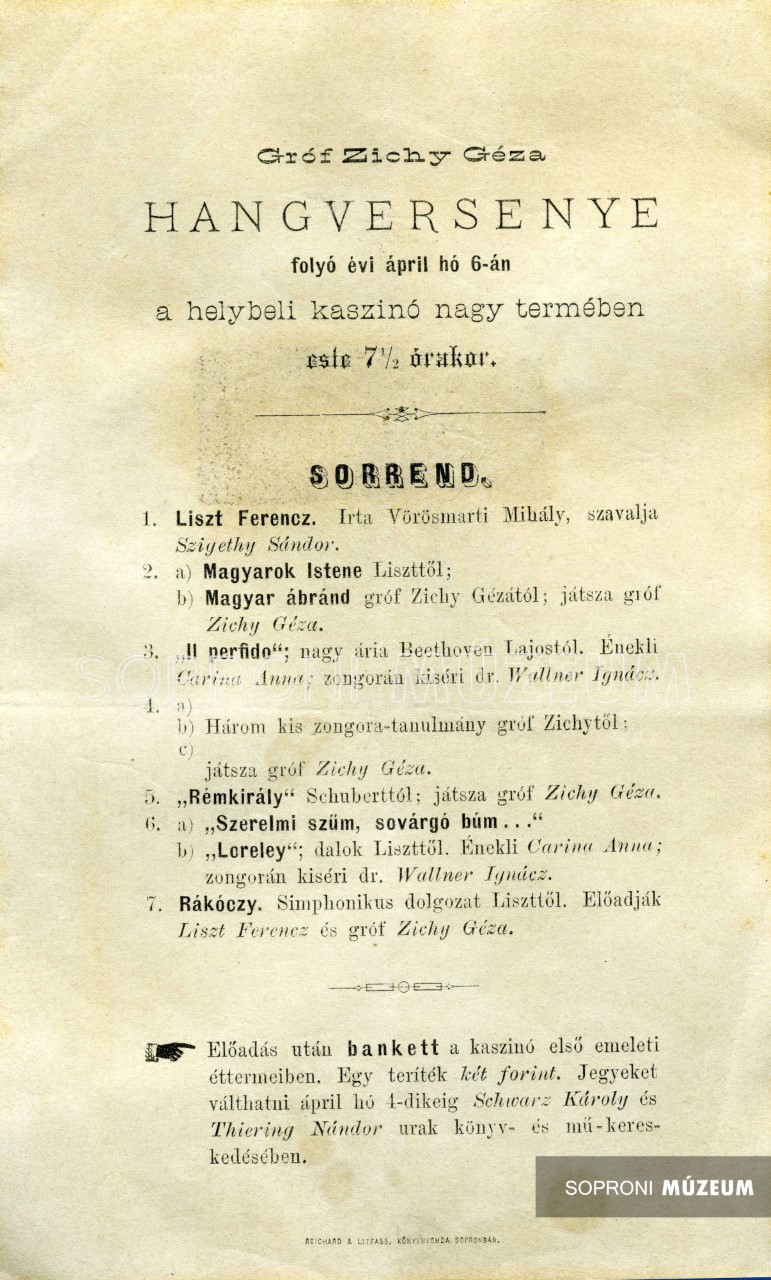
Géza Zichys Konzertprogramm 1881 in Sopron. Liszt und Zichy haben das letzte Stück zusammen aufgeführt.

Seit den 1870ern trat er international als Pianist auf, gelobt unter anderem von dem Musikkritiker Eduard Hanslick:

„Eine merkwürdige neue Erscheinung war uns Graf Geza Zichy, […] der […] das Unglück hatte, […] seinen rechten Arm einzubüßen. Leidenschaftlicher Clavierspieler, trachtete er nunmehr diesen Verlust durch rastlose Uebung der linken Hand auszugleichen […] Und wirklich hat es Graf Zichy zu einer erstaunlichen Ausbildung und virtuosen Selbstständigkeit seiner linken Hand gebracht. Durch sehr geschicktes Arpeggiren, Gleiten, Springen, durch feines Auseinanderhalten von Piano und Forte weiß er den Schein zu erregen, als spielten zehn und nicht blos fünf Finger. Graf Geza Zichy hat ein Heft Etüden für die linke Hand componirt […] Man begreift beim Durchblättern des Heftes kaum, wie es möglich sei, das Alles mit Einer Hand allein durchzuführen, und doch bringt der Componist dieses Mirakel zu Stande, wie er durch den Vortrag einer dieser Etüden (eine Art Thalberg’scher weitgriffiger Umspielung einer singenden Mittelstimme) glänzend bewies […] Manches von dem, was Graf Zichy leistet, hätte selbst Dreyschock, der souveränste Beherrscher der linken Hand, nicht vermocht, denn er war eben nicht allein und für immer auf die Linke angewiesen; an der höchsten denkbaren Ausbildung seiner Linken hinderte ihn nichts als das Vorhandensein der Rechten […] Graf Zichy hat sich zur bewunderungswürdigen Specialität ausgebildet. Aber es hieße ihm Unrecht thun, wollte man sein Spiel nur als Merkwürdigkeit gelten lassen. Was uns am meisten erfreute, war sein zarter, seelenvoller Vortrag des Mendelssohn’schen Liedes „Auf Flügeln des Gesanges“. Diese Leistung stellte ihn als Musiker höher, als das erstaunlichste Bravourstück; wer eine einfache Melodie so vorzutragen weiß, sei es mit einer oder mit beiden Händen, dem ist die Kunst nicht blos an die linke Hand getraut.“

Er war 43 Jahre lang – von 1875 bis 1918 – Präsident der Königlich Ungarischen Landesmusikakademie und von 1891 bis 1894 Intendant der Oper in Budapest, deren Leiter zu dieser Zeit erst Josef Řebíček (1891–1893) und dann Arthur Nikisch war.
Er komponierte sechs Opern, von denen die Rákóczi-Trilogie den größten Erfolg hatte, außerdem die Kantate Dolores und das Ballett Gemma, ein Klavierkonzert, Klavieretüden für die linke Hand und Lieder. Er veröffentlichte eine dreibändige Autobiographie Aus meinem Leben. Sein Cousin Mihály Zichy (1827–1906) wurde als Maler bekannt.

## Werke
Oper
- A vár története (1888)
- Alár (1896)
- Roland mester (1899)
- Nemo (1905)
- Rákóczi Ferenz (1909)
- Radostó (1912)

Ballet
- Gemma

Gesang
- Dolores (Kantate, 1889)
- Lieder

Transkriptionen für die linke Hand
- J. S. Bach - Chaconne BWV 1004
- F. Chopin - Polonaise in A Dur op. 40 no. 1
- F. Liszt - Nocturne no. 3 aus 'Liebesträume'
- Fantasie über Motive aus Wagner 'Tannhäuser'

Arrangements für die linke Hand
- Rákóczy Marsch

Klavierwerke für die linke Hand
- Sonate
- Vier Etüden
- Sechs Etüden (1878; mit einer Einleitung von Franz Liszt)
- Deux Morceaux
- Liebestraum-Fantasie
- Concerto in Es Dur für Klavier und Orchester (1902)

Klavierwerke für zwei Hände
- Liszt-Marsch
- Idyll
- Nász-Gavotte
- Einzug und Königshymne   (aus der Oper Alár)

Literarische Werke
- Aus meinem Leben – Erinnerungen und Fragmente von Géza Graf Zichy, Deutsche Verlags-Anstalt, Stuttgart (Bd-1 1911, Bd-2 1913, Bd-3 1920).

## Diskographie
Der brasilianische Komponist und Klaviervirtuose Artur Cimirro hat Zichys gesamte Klavierwerke für das CD-Label Acte Préalable aufgenommen. Der Kritiker, Jonathan Welsh schreibt: „Es ist kaum zu glauben, dass hier nur eine Hand am Werk ist, da der Detaillierungsgrad unvorstellbar ist.“ oder „Wir beenden mit dem unglaublich schwierigen Arrangement von Schuberts 'Erlkönig' für die linke Hand. Hier werden alle vier Stimmen von Schuberts Meisterwerk mit nur fünf Fingern präsentiert. Der Effekt ist unglaublich, nicht nur wegen des Pianisten; es zeigt auch Zichys beträchtliche Fähigkeiten als Arrangeur.“ Zichys Klavierwerke gehören ebenfalls zum Repertoire des britischen Pianisten Nicholas McCarthy.
- 2016: Acte Préalable AP0371 – Géza Zichy - Complete Piano Works (Artur Cimirro)[5]
- 2016: Acte Préalable AP0372 – Géza Zichy - Complete Piano Transcriptions[6]
- 2015: Parlophone Records  - Solo (Liszt/Zichy: Liebesträume Nr 3), (Nicholas McCarthy)